# Test chimique

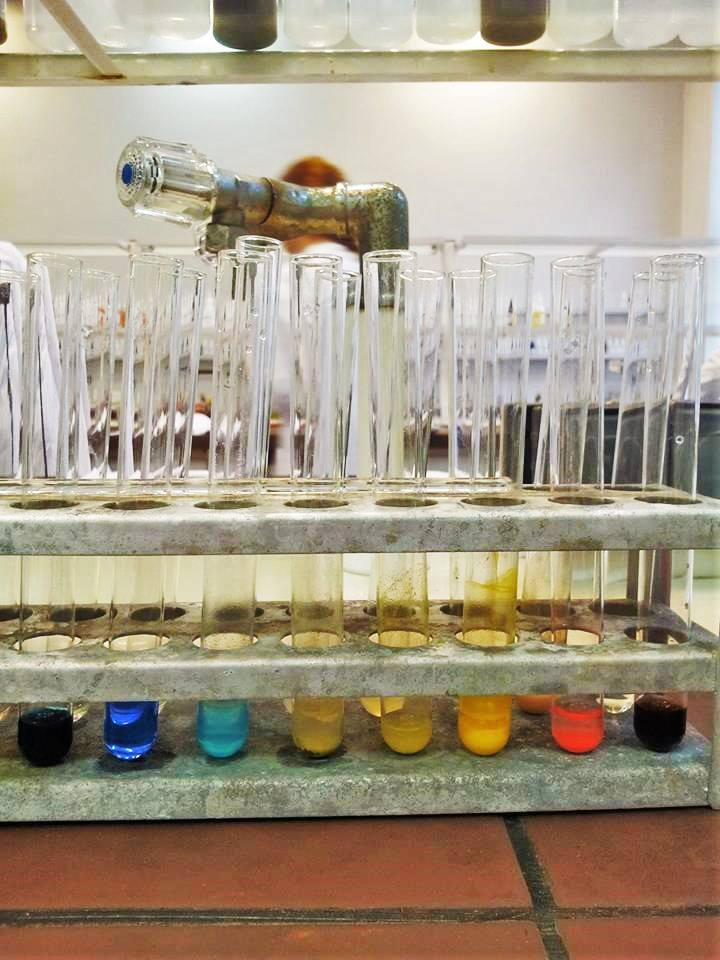
Tests chimiques permettant de vérifier la presence d'ions divers dans des solutions aqueuses.

Un test chimique est une méthode qui permet de vérifier la présence d’une espèce chimique ou d’une famille d’espèces chimiques dans une substance en exploitant la réactivité avec une espèce chimique spécifique et la formation d’un produit facilement repérable. Généralement, les tests chimiques sont simples et rapides, ils permettent par exemple à vérifier la nature des produits d'une transformation chimique, à analyser une substance inconnue, et à vérifier la présence d’espèce chimique précise dans des milieux biologiques comme lors d'une analyse de sang ou d'urine. Il existe plusieurs types de tests chimiques.

## Réalisation

### Première étape
Prélèvement d'un échantillon de la substance sur laquelle on va réaliser le test.

### Deuxième étape
Ajout en quantité convenable, en fonction du test réalisé, d'une espèce chimique qualifiée de réactif censée réagir en présence de l’espèce chimique recherchée. Les conditions permettant à la transformation chimique sur laquelle repose le test (température, pression, proportions) doivent être respectées.

### Troisième étape
Observation et repérage par l'expérimentateur des changements indiquant qu’une transformation chimique s’est réalisée.

### Quatrième étape
Interprétation des observations afin de confirmer que le test est positif en fonction du test réalisé.

## Test de présence d'eau
Il suffit de déposer quelques gouttes du liquide à étudier sur du sulfate de cuivre anhydre. Si le liquide devient bleu, la solution contient de l'eau. Sinon, c'est qu'il n'y a pas d'eau.